# 59th Street
59th Street – stacja metra nowojorskiego, na linii N i R. Znajduje się w dzielnicy Brooklyn, w Nowym Jorku i zlokalizowana jest pomiędzy stacjami 53rd Street, Eighth Avenue i Bay Ridge Avenue. Została otwarta 22 czerwca 1915.